# Onthophagus taprobanus
Onthophagus taprobanus é uma espécie de inseto do género Onthophagus, família Scarabaeidae, ordem Coleoptera.
Foi descrita cientificamente por Arrow em 1931.